# بيت القهمي (النادرة)

تعديل مصدري - تعديل

بيت القهمي هي إحدى قرى عزلة الفجرة بمديرية النادرة التابعة لمحافظة إب، بلغ تعداد سكانها 204 نسمة حسب تعداد اليمن لعام 2004.